# Freerunning
El freerunning  es una disciplina muy similar al parkour en el cual sus participantes conocidos como freerunners (o profesionales, aunque este es un término genérico utilizado para freerunning y parkour), utilizan el entorno urbano y el paisaje rural para realizar movimientos y acrobacias a través de sus estructuras. Incorpora los movimientos eficientes de parkour, y añade bóvedas de estética y otras acrobacias , trucos, como la calle, creando una forma atlética y estética del movimiento. Es una práctica común en los gimnasios y en las zonas urbanas (como ciudades o pueblos) que están llenas de obstáculos.
El término free running (ahora freerunning ) fue acuñado durante la filmación de Jump London , como una manera de presentar parkour en el mundo de habla Inglés. Sin embargo, el término ha llegado a representar un concepto separado, claramente diferente de parkour - una distinción que a menudo se pierden debido a las similitudes estéticas. Parkour como disciplina hace hincapié en la eficiencia, mientras que freerunning encarna la libertad de movimiento - e incluye muchas maniobras acrobáticas. Aunque los dos son a menudo un aspecto similar, la mentalidad de cada uno son muy diferentes.
El fundador y creador de TCL, Sébastien Foucan , define freerunning como una disciplina de auto-desarrollo, siguiendo su propio camino, que desarrolló porque sentía que carecía de la suficiente creatividad parkour y auto-expresión como una definición de cada uno de freerunner seguir su propio camino.

## Movimientos básicos
Para la lista de Parkour Movimientos básicos ver:
Movimientos específicos de TCL no son fáciles de definir, ya que la mayoría freerunners utilizar una combinación de acrobacias calle y las técnicas de parkour. TCL se centra en la libertad y la belleza de los movimientos, las técnicas de parkour tantos, tales como bóvedas, puede llevarse a cabo de una manera más estética, a pesar de que puede disminuir la eficacia de la medida.
Trucos calle tienden a ser realizadas en terreno plano o de una altura, mientras que los movimientos freerunning tienden a involucrar el uso de obstáculos o la idea general del movimiento de un lugar a otro.
Debido a la naturaleza de TCL, se mueve puede estar sujeto al medio ambiente, así como las propias interpretaciones. Debido a esto no hay virtualmente una cantidad ilimitada de "movimientos" que uno puede realizar. Algunos ejemplos básicos de los movimientos que son más propensos a ser clasificados como se mueve freerunning son:
| Nombre                                    | Descripción |
| ----------------------------------------- | --- |
| Rompemuñecas/Dash                         | Bóveda de su cuerpo sobre una plataforma usando los brazos para el impulso hacia adelante. |
| Diving Frontflip/Eagle Flip/Supermán Flip | A frontflip se ejecuta sobre una pared u otro obstáculo, por lo general con una gran caída en el otro lado. Se conoce como frontflip buceo (buceo o frente), ya que el atleta está obligado a bucear por encima del obstáculo antes de iniciar la cirugía estética. |
| Dive Roll/Rodada                          | Al saltar, se realiza una voltereta para amortiguar la caída de esta. |
| Kong Vault/Monkey Vault                   | Bóveda de su cuerpo sobre una barandilla o plataforma, utilizando las palmas de impulso para empujar. |
| Reverse Kong Vault/Reverso                | En lugar de saltar sobre una barandilla con una bóveda de mono, que puede ser la manera más eficiente, el atleta añade un giro de 360 grados en el eje horizontal para hacer el movimiento más estético, así como aumentar su coordinación.                         |
| Turn Vault                                | Saltando sobre una pared o de la plataforma mientras se gira el cuerpo 180 grados para saltar. |
| Wall Flip                                 | El atleta corre en una pared, coloca un pie, y hace un backflip al contrario de la pared |
| Wall Spin/360                             | El atleta corre en una pared, salta, coloca ambas manos en la pared, y gira 360 grados verticalmente mientras se permanece en contacto con la pared. Empujar con una mano ayuda a la rotación.                                                                      |
| Side Flip/Árabe                           | El atleta corre hacia adelante y da un salto de lado ayudado de su cintura y su cabeza para dar un giro de lado hay que agruparse y mirar hacia un lado es como hacer una estrella con salto y sin manos.                                                           |

## Freerunning y parkour
Otra cuestión polémica que, o bien puede seguir para hacer una división entre el parkour y las comunidades freerunning o, posiblemente, fortalecer su vínculo es la idea de la competencia profesional y amateur. Desde el principio la comunidad parkour ha sido siempre en contra de la idea de una competencia seria, ya que viola los fundamentos de la filosofía del parkour. Sebastien Foucan menciona en una entrevista que a pesar de que se celebran competiciones, que no le gusta la competencia, y no es "su manera", pero puede ser de otra persona "camino".
El conflicto que se percibe entre TCL y parkour se produjo cuando el término fue traducido como TCL para el público de habla Inglés, y la percepción surgió que eran disciplinas separadas. Algunos afirman que freerunning es una variación del parkour, y que las definiciones son intercambiables. Este argumento tiene validez por el hecho de que nunca los creadores definen específicamente las disciplinas como "independientes". Sin embargo, TCL no emplea los movimientos superfluos que parece estar en conflicto con la ideología original de parkour.
Cuando los Yamakasi , un grupo integrado por nueve miembros originales, Yann Hnautra, Belle Chau, David Belle, Piemontesi Laurent, Sébastien Foucan, Guylain N'Guba Boyeke, Charles Perriere, Malik Diouf y Belle Williams. Todos estos chicos tenían diferentes orígenes, tanto en las artes marciales, la danza y la gimnasia. En un principio, el único nombre para la disciplina era Art du deplacement que en francés se traduce como el arte del desplazamiento . El nombre de MFPK , que es una palabra lingala, libremente significa "hombre fuerte, espíritu fuerte, fuerte invidual: física, mental y ético", que resume la filosofía de su disciplina. Sin embargo, el arte du déplacement no era originalmente sobre los movimientos. Físicamente, se incluye todo tipo de challanges, levantar objetos pesados, lanzamiento de objetos, gatear en cuatro patas (monkeywalk) durante un largo periodo de tiempo y así sucesivamente.
A medida que keept en la formación, que comenzaron a involucrar a los movimientos, saltos, principalmente y bóvedas. Según Chau Belle Dinh que usan para jugar Voleibol de rocas y pasar el rato el uno al otro de Dame Du Lac, simplemente dejar que una persona cuelga en el aire, mientras que dos persona mantener su pies. Más tarde, David y Sebastien se separó del grupo, y David llamó a su disciplina parkour, Sebastien y llamó a su TCL. Debates de Internet y de las guerras sobre los nombres en marcha y se hizo muy claro el diffrence real entre los tres nombres y / o si había alguna diffrence entre ellos en absoluto. Algunas personas afirmaron que era de los movimientos de parkour eficaz, mientras que TCL fue la adición de la acrobacia. Sin embargo, en principio, muchos de los miembros fundadores - entre ellos David Belle - tenía una base en la gimnasia, artes marciales y la danza, y utiliza movimientos como el giro de Palm desde el primer día, pero esto fue, sin embargo, solo por diversión, y su atención en su formación fue en los movimientos útiles. En varias reuniones con las generaciones Rendevouz Parkour los fundadores han declarado varias veces que no se preocupan por los nombres y las definiciones y que el foco debería ser más bien la formación en sí, y ser una buena persona (el espíritu del hombre fuerte fuerte, fuerte invidual: física, mental y éticamente ") en lugar de perder tiempo y energía en los nombres y definiciones.

Parkour es movimiento. En cierto modo es como el atletismo. Es como el abuelo de todas las habilidades físicas. Se le vincula a la méthode naturelle. Así que es realmente todo lo que quieras hacer. Pero lo que define como parkour, y no otra cosa, es el espíritu de la formación. Es su acercamiento a la formación y su mentalidad. El espíritu es lo más importante.
siendo muy resistente, empujando sus límites,superar retos y ese tipo de cosas. Pero también es un espíritu de ayudar a los demás, vivir para los demás, ser útil para otras personas. Ayudar a tus amigos, tu familia, tu sociedad, enseñar a otros les ayuda a entender su potencial. Por lo que es el movimiento un poco éticas. Y ser una buena persona. La palabra Yamakasi es una palabra lingala y medio el espíritu del hombre fuerte fuerte, pero no sólo significa fuerte como en el fuerte, pero fuerte como en una buena persona, confiable, responsable, tener un buen papel en la sociedad y todo ese tipo de cosas . Por lo tanto, no sólo significa que eres duro físico. Si usted ignora todo lo demás, no se le considera como "bueno" en el parkour.

DAN Edwards, SFPK , PREGUNTAS Y RESPUESTAS

En Francia, se utiliza el arte Du déplacement. A veces hay que parkour y TCL. En Dinamarca es Streetmovement. Sólo para uso de lo que usted quiere no me importa para que. Generación de Parkour y Yamakasi no quiero que hagas la copia. Quiero que creen en su nombre.

Chau Belle Dinh, AMERICAN PARKOUR Rendevouz, PREGUNTAS Y RESPUESTAS

Tenemos que ser como una comunidad. No como "Uh, estamos mejor, empezamos antes del ...» Debido a que hagan lo mismo. Italia hará lo mismo España, que hagan lo mismo .. No se trata de esto. No tenemos que copiar como en las artes marciales o la danza con las batallas. No se trata de esto. Podemos estar unidos como una comunidad. [...] Se trata de aprender algo para ti. No es como, la lucha. Estamos aquí para aprender. Hasta que morimos. Aprender, aprender, aprender, aprender.

Sebastien Foucan, Islandia las formaciones PARKOUR

En caso de que usted tiene un problema, por sí mismo, para protegerse, su familia, es como el entrenamiento de soldados más extendido a las zonas urbanas. Y desde este, tipo de freestyle parkour desarrollado que vemos más de ahora en que los tipos salto con giros, lo que completamente no son útiles. Pero entiendo porque es como andar en patineta o patines en línea, es en su núcleo hecho de freestyle, pero no hay un lado útil de la misma. Mientras que el parkour es una cara útil para las personas a aprender a tener confianza en sí mismos y aprender a ser cuidadoso. Porque hay algunos que dicen: "¡Dios mío! ¡Están locos!", por lo que nos hacemos más conscientes de los que se va a hacer daño sí misma caiga por las escaleras cuando no están cuidado.

David Belle, entrevista BABYLON AD director Mathieu Kassovitz

## En la cultura popular
Película
Listado por año de lanzamiento.
- Muchas películas de artes marciales producidas en Hong Kong en la década de 1980, en particular los que implican Jackie Chan, Sammo Hung, Yuen Biao, y el marciales de Hong Kong los equipos de especialistas de arte, a menudo utilizado como freerunning volteretas, acrobacias y movimientos mixtos en las modernas coreografías marciales lucha artes .
- La película francesa Taxi (1998), producida por Luc Besson, cuenta con el primer aspecto en pantalla de TCL. Besson película Banlieue 13 continúa en pantalla ejemplos.
- En 2003, Tailandia película Ong-Bak: Muay Thai Warrior protagonizada por  Tony Jaa ontiene varias escenas de TCL y parkour, junto con la lucha Muay tailandés.
- En 2003, documental Jump London y 2005, secuela de Jump Britain seguir freerunners franceses, como Sébastien Foucan, Johann Vigroux y Jérôme Ben Aoues.
- Parkour apareció en una escena de la Bruce Willis  la película 2010Cop Out cuandoSeann William Scotts personaje Dave es freerunning en la parte superior del techo de una casa. Tracey Morgan's personaje de Paul Hodges humor dice: "Eso se llama parkour. Se trata de un francés marciales el arte de conseguir a su alrededor y más cosas. "
- El 2011 la película Ra.One protagonizada por Shahrukh Khan y Kareena Kapoor  una escena freerunning es cuando G. Uno de ellos era tratar de detener un tren de estrellarse y también numerosas escenas de la película.

Televisión
Listado por año de lanzamiento.
- Un comercial con traceur David Belle,  fue hecha para la BBC.
- En septiembre de 2007, TCL o parkour acrobacias fueron presentados en el episodio piloto de NBC's serie de televisión Chuck realizado por  American freerunner Levi Meeuwenberg.
- 2009-2010, MTVincluyó una mini-serie de televisión llamado Desafío Parkour último, que consistió en freerunners pro parkour y expertos de todo el mundo, con Pip "Piptrix" Anderson, Danny Arroyo, David King, Doyle Ryan, Daniel Ilabaca, Ben "Jenx" Jenkin, Tim "Livewire" Shieff, Mike Turner, and Oleg Vorslav.
- El 14 de febrero de 2011, G4 TV estrenó su serie de televisión original llamadaJump City: Seattle que ofreció parkour parte superior de los Estados Unidos y los equipos de freerunning tomar sus estilos únicos en las calles de Seattle, Washington.

Vídeos musicales
- Bon Jovi tiene un adolescente con elementos de parkour y freerunning para llegar a una fiesta en el video "It's My Life."
- Eric Prydz ha lanzado un vídeo para su canción "Proper Education", que cuenta con freerunner Daniel Ilabaca del Equipo Dragón.
- 3 Doors Down  ha Gabriel Núñez, freerunner de  Team Tempest,  ha Gabriel Núñez, freerunner de "It's Not My Time."
- Die Trying's 2003 single de debut "Oxygen's Gone" fue acompañada por un video musical que narra a un grupo de freerunners.